# Putnoki-dombság
Putnoki-dombság este o arie protejată (arie de protecție specială avifaunistică — SPA) din Ungaria întinsă pe o suprafață de 7.115,98 ha, integral pe uscat.

## Localizare
Centrul sitului Putnoki-dombság este situat la coordonatele 48°19′37″N 20°29′20″E / 48.3269°N 20.4889°E.

## Înființare
Situl Putnoki-dombság a fost declarat arie de protecție specială avifaunistică în mai 2004 pentru a proteja 18 specii de animale.

## Biodiversitate
Situată în ecoregiunea panonică, aria protejată nu include niciun habitat protejat.
La baza desemnării sitului se află mai multe specii protejate de  păsări (18): acvilă de câmp (Aquila heliaca), caprimulg (Caprimulgus europaeus), barză neagră (Ciconia nigra), șerpar (Circaetus gallicus), porumbel de scorbură (Columba oenas), cristeiul de câmp (Crex crex), ciocănitoare cu spate alb (Dendrocopos leucotos), ciocănitoarea de stejar (Dendrocopos medius), ciocănitoare de grădină (Dendrocopos syriacus), ciocănitoare neagră (Dryocopus martius), muscar-gulerat (Ficedula albicollis), sfrâncioc roșiatic (Lanius collurio), sfrânciocul cu frunte neagră (Lanius minor), ciocârlie de pădure (Lullula arborea), viespar (Pernis apivorus), ciocănitoare verzuie (Picus canus), huhurezul mic (Strix uralensis), silvie porumbacă (Sylvia nisoria).